# Por la sombra/hermana amnesia
Por la sombra/hermana amnesia es un EP de la banda de rock española Los Enemigos.
Fue publicado por el sello RCA en 1996 tras un periodo en el que Josele Santiago, líder de la formación aprovecha para desintoxicarse por completo de la heroína. 
El disco incluye dos temas inéditos: Por la sombra y Hermana amnesia además de cuatro temas interpretados en inglés por el propio Josele.

## Lista de canciones
1. Por la sombra - (04:00)
2. Hermana amnesia - (04:48)
3. ¿Por qué yo? - (04:09)
4. Wasted - (03:06), versión de la canción de los The Runaways.
5. This angry silence - (03:25), versión de la canción de Television Personalities.
6. Heartbeat - (02:45), versión de un tema de Buddy Holly.
7. Waterloo - (03:30), versión del tema ABBA.

## Integrantes
- Chema Pérez - batería, percusión, coros, piano brongo, palmas
- Fino Oyonarte - bajo, guitarra wah wah, palmas, piano ausente
- Josele Santiago - guitarra, voz, piano chillón, palmas, vitores & aplausos